# Empress Of
Pour les articles homonymes, voir Empress et Rodríguez.
Lorely Rodriguez, dite Empress Of, est une auteure-compositrice-interprète et productrice américaine.

## Biographie

### Jeunesse et débuts
Lorely Rodriguez naît aux États-Unis de parents originaires du Honduras. Elle grandit avec ses trois frères entre Pasadena où vit sa mère et Los Angeles où son père, pianiste de salsa, habite dans le quartier de Van Nuys. Durant sa jeunesse, elle écoute de la pop américaine et de la musique en espagnol comme de la salsa, du merengue et du reggaeton. Ce mélange des cultures influence sa musique, notamment le fait qu'elle chante à la fois en anglais et en espagnol. Écrivant des chansons depuis l'âge de treize ans, elle est par la suite diplômée du Berklee College of Music,.
Elle prend le nom de scène Empress Of en 2013 quand elle publie sur internet une compilation de vidéos nommée Colorminutes. Son premier extended play, Systems, sort la même année. Il contient quatre chansons ; deux sont en anglais et deux sont en espagnol. Elle joue son premier concert sur la scène de la Glasslands Gallery (en) à l'âge de vingt-et-un ans.

### MeetUs
En 2015, après avoir assuré la première partie de Florence and the Machine, elle publie son premier album Me (en). Écrit et composé dans la ville de Valle de Bravo au Mexique, il est auto-produit et enregistré par la chanteuse elle-même. Il reçoit un accueil positif de la part des critiques musicaux.
Après qu'ils ont travaillé ensemble avec le groupe DJDS (en) en 2017 pour la chanson Why Don't You Come On, le chanteur Khalid demande à Empress Of de l'aider à écrire une chanson sur sa ville natale d'El Paso. Nommée Suncity, elle est publiée sur le premier EP (en) du chanteur sorti en 2018 qui porte le même titre. Elle collabore aussi avec d'autres artistes comme Tommy Genesis, MØ, et Charli XCX. Elle se diversifie en devenant l'égérie de la marque de luxe Chloe pour la saison automne/hiver 2018.
Invitée dans l'émission Beats 1 de Zane Lowe en avril 2018, elle présente le double single Trust Me Baby / In Dreams (en) et annonce la sortie de son deuxième album. Ce dernier, nommé Us (en), est publié en octobre 2018. Les critiques du magazine Billboard incluent la chanson When I'm With Him dans leur classement des cent meilleures chansons de l'année 2018. Afin de promouvoir cet album, elle entreprend une tournée aux États-Unis et en Europe en février et mars 2019. La même année, elle apparaît dans le clip vidéo de la chanson Hope de Blood Orange avec ASAP Rocky, Tyler, The Creator, Diddy et Tei Shi.

### I'm Your Empress Of
En janvier 2020 sort Call Me, une chanson dream pop interprétée par Empress Of pour le film d'horreur américain The Turning. Elle a co-écrit la chanson avec Lawrence et Yves Rothman, les producteurs de la bande-originale du film.
Le single Give Me Another Chance sort le 3 mars 2020 après avoir été diffusé en avant-première dans l'émission de Zane Lowe sur la radio Beats 1 d'Apple Music. Il est le premier extrait du troisième album studio de la chanteuse, I'm Your Empress Of (en), qui sort le mois suivant.
En octobre 2020, Empress Of lance le label Major Arcana et sort le titre You've Got to Feel en duo avec la chanteuse Amber Mark (en).

## Discographie

### Albums studio
- 2015 : Me (en)
- 2018 : Us (en)
- 2020 : I'm Your Empress Of (en)
- 2024 : For Your Consideration (en)

### EPs
- 2013 : Systems
- 2014 : Tristeza
- 2016 : Google Play: Live at the Milk JamRoom
- 2022 : Save Me

### Singles
- 2012 : Champagne
- 2013 : Realize You
- 2015 : Water Water
- 2015 : Kitty Kat
- 2015 : How Do You Do It
- 2015 : Standard
- 2015 : Icon
- 2016 : Woman Is a Word
- 2017 : Go to Hell (en)
- 2018 : Trust Me Baby / In Dreams (en)
- 2018 : When I'm With Him
- 2018 : Love For Me
- 2018 : I Don't Even Smoke Weed
- 2020 : Give Me Another Chance

### Collaborations
- 2016 : The Way That You Like de Pional
- 2016 : Reformer de Darkstar (en)
- 2016 : Best to You de Blood Orange
- 2017 : Stonefist (Remix) de Health et Boys Noize
- 2017 : Why Don't You Come On de DJDS (en) et Khalid
- 2017 : Love de DJDS
- 2018 : Zombie Conquerer de Dirty Projectors
- 2018 : Suncity de Khalid
- 2018 : Red Wine de MØ
- 2018 : Naughty de Tommy Genesis
- 2019 : Connect de Toro Y Moi
- 2019 : Wild Girl de Kito
- 2019 : Tennis Fan de Banoffee